# Lola Lovinfosse
Lola Lovinfosse, née le 17 octobre 2005 à Rouen, est une pilote automobile française. Engagée en F1 Academy, elle court successivement chez Campos Racing en 2023, puis chez Rodin Motorsport en 2024.

## Biographie
Lola Lovinfosse naît le 17 octobre 2005 à Rouen. Elle est originaire du Mesnil-Esnard.

### Carrière

#### Karting
Lola Lovinfosse commence sa carrière en karting en 2018, en participant à la catégorie X30 Junior de la IAME Winter Cup. En 2019, elle concourt dans la catégorie OK Junior et participe aux championnats du monde et d'Europe, à la WSK Euro Series et à la WSK Champions Cup, entre autres. Son meilleur résultat cette année-là est une huitième place au Trofeo Andrea Margutti. En 2020, elle a participé dans la catégorie OK aux championnats du monde et d'Europe, à la WSK Super Master Series et à la WSK Champions Cup.

#### Formule 4
En 2021, elle débute en monoplace, où elle participe pour l'équipe Drivex School dans le championnat d'Espagne de Formule 4. Elle connaît une saison difficile, avec une treizième place à l'Autódromo Internacional do Algarve pour meilleur résultat. Elle termine à la 23e place du classement général avec un point. Elle se qualifie également pour le Trophée féminin, auquel participe également Emely de Heus. Dans cette catégorie, elle remporte 13 des 21 courses, mais en raison d'un certain nombre d'abandons, elle termine tout de même derrière De Heus.
Du 31 janvier au 4 février 2022, elle participe à un test W Series 2022 en Arizona, aux États-Unis, avec quatorze autres pilotes potentielles. Toujours en 2022, elle reste en Formule 4 espagnole. Elle devait initialement piloter pour GRS Racing, mais peu avant le début de la saison, elle rejoint Teo Martín Motorsport,. Avec deux dix-neuvièmes places au Circuito Permanente de Jerez et au Circuit Ricardo Tormo Valencia comme meilleurs résultats, elle ne parvient pas à marquer de points. Elle quitte la catégorie après quatre des sept week-ends du calendrier et termine  37e du championnat. Elle remporte cependant le Trophée Féminin, dans lequel, en plus d'Aurélia Nobels, qui n'a couru qu'un seul week-end, elle a la possibilité de marquer des points.

#### F1 Academy
En 2023, Lovinfosse rejoint le nouveau championnat féminin F1 Academy, organisé par la Formule 1, avec Campos Racing,,. En 2024, elle passe chez Rodin Motorsport.

#### Lamborghini Super Trofeo
En 2025, Lovinfosse rejoint le championnat européen de Lamborghini Super Trofeo avec l'écurie Leipert Motorsport,.

## Résultats

### Résultats en monoplace
| Saison | Championnat                        | Écurie                | Courses | Victoires | Pole positions | Meilleurs tours | Podiums | Points | Classement |
| ------ | ---------------------------------- | --------------------- | ------- | --------- | -------------- | --------------- | ------- | ------ | ---------- |
| 2021   | Championnat d'Espagne de Formule 4 | Drives School         | 21      | 0         | 0              | 0               | 0       | 0      | 27e        |
| 2022   | Championnat d'Espagne de Formule 4 | Teo Martín Motorsport | 12      | 0         | 0              | 0               | 0       | 0      | 37e        |
| 2022   | Indian Racing League               | Hyderabad Blackbirds  | 4       | 0         | 0              | 0               | 1       | 13,5   | 23e        |
| 2023   | Formula Winter Series              | Campos Racing         | 2       | 0         | 0              | 0               | 0       | 4      | 18e        |
| 2023   | F1 Academy                         | Campos Racing         | 21      | 0         | 0              | 0               | 3       | 65     | 10e        |
| 2024   | F1 Academy                         | Rodin Motorsport      | 14      | 0         | 0              | 0               | 0       | 19     | 14e        |

### Résultats en championnat d’Espagne de Formule 4
(légende)
| Année | Équipe                | 1         | 2        | 3        | 4        | 5        | 6        | 7        | 8        | 9         | 10       | 11       | 12       | 13        | 14       | 15       | 16       | 17       | 18        | 19        | 20       | 21       | Pos | Points |
| ----- | --------------------- | --------- | -------- | -------- | -------- | -------- | -------- | -------- | -------- | --------- | -------- | -------- | -------- | --------- | -------- | -------- | -------- | -------- | --------- | --------- | -------- | -------- | --- | ------ |
| 2021  | Drivex School         | SPA 1 23  | SPA 2 21 | SPA 3 22 | NAV 1 20 | NAV 2 21 | NAV 3 17 | ALG 1 17 | ALG 2 17 | ALG 3 13  | ARA 1 18 | ARA 2 18 | ARA 3 16 | CRT 1 Abd | CRT 2 17 | CRT 3 17 | JER 1 19 | JER 2 17 | JER 3 Abd | CAT 1 Abd | CAT 2 20 | CAT 3 20 | 29e | 0      |
| 2022  | Teo Martín Motorsport | ALG 1 28† | ALG 2 22 | ALG 3 25 | JER 1 19 | JER 2 23 | JER 3 21 | CRT 1 22 | CRT 2 19 | CRT 3 Abd | SPA 1 21 | SPA 2 22 | SPA 3 20 | ARA 1     | ARA 2    | ARA 3    | NAV 1    | NAV 2    | NAV 3     | CAT 1     | CAT 2    | CAT 3    | 37e | 0      |

### Résultats en Formula Winter Series
(légende)
| Année | Équipe        | 1     | 2     | 3     | 4     | 5     | 6     | 7         | 8       | Pos | Points |
| ----- | ------------- | ----- | ----- | ----- | ----- | ----- | ----- | --------- | ------- | --- | ------ |
| 2023  | Campos Racing | JER 1 | JER 2 | CRT 1 | CRT 2 | NAV 1 | NAV 2 | CAT 2 Abd | CAT 2 8 | 18e | 4      |

### Résultats en F1 Academy
(légende)
| Année | Équipe           | 1       | 2         | 3        | 4        | 5        | 6         | 7        | 8       | 9        | 10       | 11       | 12        | 13       | 14        | 15      | 16      | 17        | 18    | 19       | 20      | 21       | Pos | Points |
| ----- | ---------------- | ------- | --------- | -------- | -------- | -------- | --------- | -------- | ------- | -------- | -------- | -------- | --------- | -------- | --------- | ------- | ------- | --------- | ----- | -------- | ------- | -------- | --- | ------ |
| 2023  | Campos Racing    | RBR 1 9 | RBR 2 3   | RBR 3 13 | CRT 1 10 | CRT 2 8  | CRT 3 Abd | CAT 1 8  | CAT 2 9 | CAT 3 5  | ZAN 1 9  | ZAN 2 11 | ZAN 3 Abd | MON 1 10 | MON 2 13* | MON 3 7 | LEC 1 3 | LEC 2 Abd | LEC 3 | USA 1 10 | USA 2 8 | USA 3 15 | 10e | 65     |
| 2024  | Rodin Motorsport | JED 1 8 | JED 2 Abd | MIA 1 10 | MIA 2 15 | CAT 1 11 | CAT 2 9   | ZAN 1 13 | ZAN 2 7 | SIN 1 11 | SIN 2 13 | LSL 1 14 | LSL 2 A   | ABU 1 13 | ABU 2 Abd | ABU 3 7 |         |           |       |          |         |          | 14e | 19     |

## Polémiques
Le 29 février 2024, Lola Lovinfosse fait l'objet d'une polémique pour avoir publié des postes à caractère islamophobe sur les réseaux sociaux,.